# Jason Marsalis
Jason Marsalis (* 4. März 1977 in New Orleans) ist ein US-amerikanischer Jazz-Schlagzeuger, Vibraphonist und Komponist.

## Leben und Wirken

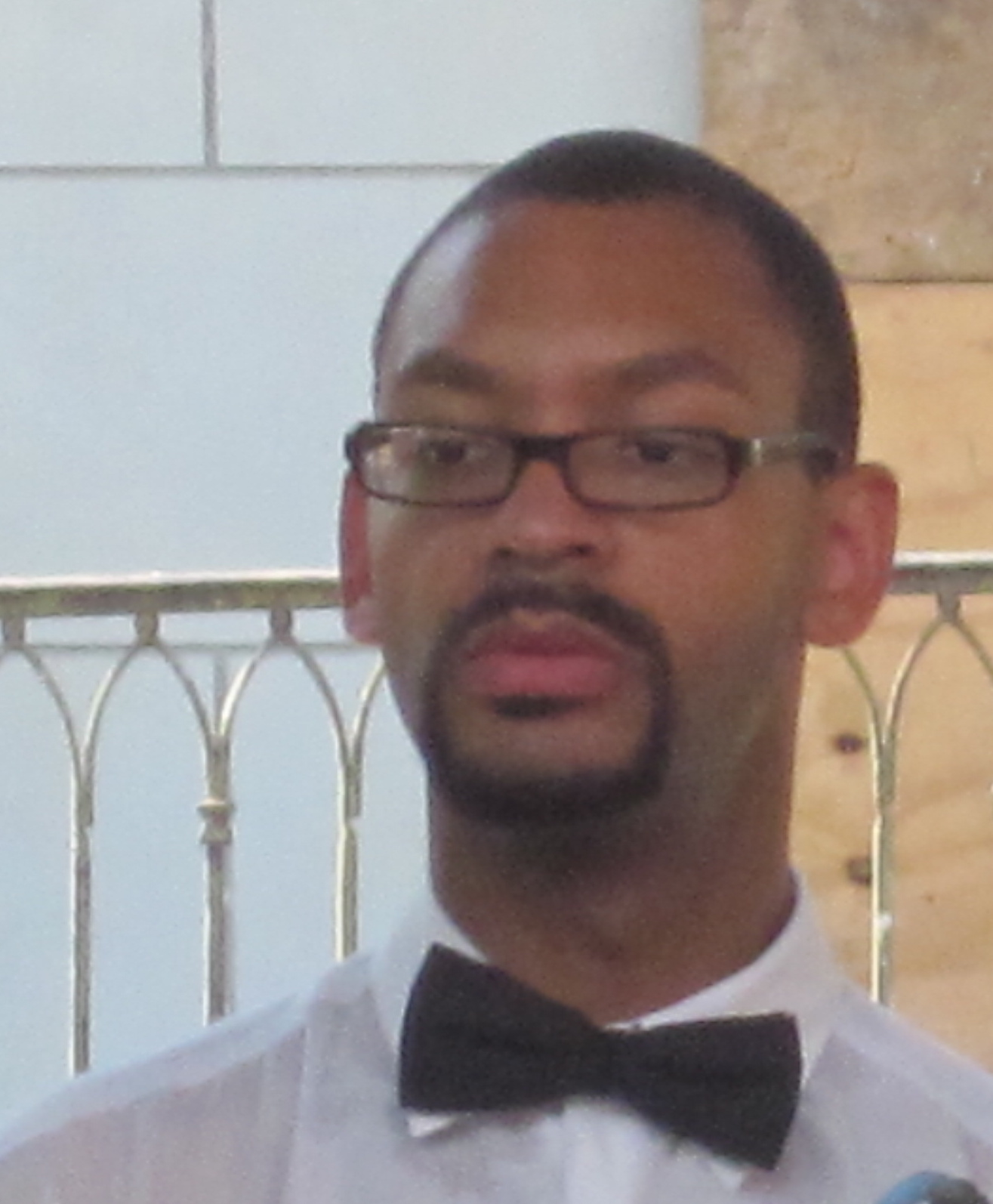
Jason Marsalis auf dem SatchmoFest New Orleans 2010

Jason Marsalis ist der jüngste Sohn von Ellis Marsalis und Bruder der Jazzmusiker Wynton Marsalis, Branford Marsalis und Delfeayo Marsalis. Seinen ersten Auftritt als professioneller Musiker hatte er mit 12 Jahren mit seinem Vater. Er studierte klassisches Schlagzeug an der Loyola University und spielte danach sowohl mit Mainstream-Jazzmusikern (wie mit seinem Vater) als auch Fusion-Funk, brasilianische Musik (Casa Samba) und sogar in einer Band keltische Folkmusik. Mit dem Trompeter Irvin Mayfield und dem Schlagzeuger Bill Summers gründete er die Fusion-Band Les Hombres Calientes. Er spielte auch längere Zeit im Trio mit dem Pianisten Marcus Roberts. 1998 erschien sein Debütalbum ‘’The year of the drummer.’’ In jüngster Zeit leitete er ein eigenes Quartett, wobei er sich mehr dem Vibraphonspiel zuwandte. Seit 2016 lebt er in Frankreich.
2011 erhielt er wie die übrigen Musiker der Marsalis-Familie die NEA Jazz Masters Fellowship. 2013 gewann er bei den Down Beat Kritiker-Polls in der Rising Star Kategorie für Vibraphon.

## Diskographie
- The Year of the Drummer, Basin Street Records 1998
- Music in Motion, Basin Street Records 1999 (mit John Ellis, Tenorsaxophon)
- Music Update, Elm Records 2009
- Jason Marsalis Live (Basin Street, 2020)